# Алеврия
Алеврия (лат. Aleuria) — род грибов-аскомицетов семейства Пиронемовые (Pyronemataceae).

## Название
Научное название рода происходит от др.-греч. αλευρον — «пшеничная мука». Дано по мучнистому налёту на поверхности апотециев.

## Описание
Апотеции до 3—10 см в диаметре; сидячие; первоначально шаровидные, затем раскрывающиеся до чашевидных и блюдцевидных; с коротким корневидным основанием. Окраска обычно яркая; гимениальный слой красный или оранжевый, внешняя сторона более бледная, с мучнистым или хлопьевидным налётом.
Сумки цилиндрические; споры бесцветные, эллипсоидальные, с двумя каплями масла. Парафизы нитевидные, разветвлённые, заполнены красноватыми каплями масла.

## Распространение и экология
Распространён повсеместно. Представители рода отмечены на территории Европы, Азии, Северной и Южной Америки, Австралии.
Сапрофиты, развиваются на почве. Предпочитают открытые места в лесах.

## Таксономия
Род включает от 7 до 10 видов, в числе которых:
- Aleuria bicucullata — Алеврия клобучковидная;
- Aleuria rhenana — Алеврия красная;
- Aleuria aurantia — Алеврия оранжевая[6].